# Сеть Xbox
Сеть Xbox (англ. Xbox network, ранее Xbox Live) — многопользовательский игровой онлайн-сервис и служба доставки цифровых медиафайлов, созданная и управляемая компанией Microsoft. Впервые он стал доступен для системы Xbox 15 ноября 2002 года. Обновленная версия сервиса стала доступна для консоли Xbox 360 при запуске системы в ноябре 2005 года, а еще более усовершенствованная версия была выпущена в 2013 году вместе с Xbox One. Эта же версия используется в Xbox Series X/S. Этот сервис является учётной записью для консолей Xbox, в учетных записях можно хранить игры и другой контент.
Сеть Xbox доступа как в виде бесплатной услуги, так и в виде услуги по подписке, известной как Xbox Game Pass Core. Microsoft провела ребрендинг Xbox Live в «сеть Xbox» в марте 2021 года, чтобы охватить все свои услуги, связанные с Xbox, и отличить услугу подписки Xbox Live Gold от других услуг.
На январь 2021 года в сервисе было зарегистрировано 100 миллионов пользователей.

## История

### Запуск с оригинальным Xbox
Когда компания Microsoft разрабатывала оригинальную консоль Xbox, онлайн-игры были определены как один из ключевых столпов общей стратегии Xbox. Компания Sega предприняла попытку извлечь выгоду из постоянно растущей индустрии онлайн-игр, когда в 1999 году выпустила игровую консоль Dreamcast, включив в стандартную комплектацию поддержку онлайн-сервиса SegaNet в Северной Америке и Dreamarena в Европе. Тем не менее, из-за отсутствия в то время широкого распространения широкополосной связи, Dreamcast поставлялась только с модемом для коммутируемого доступа, а выпущенный позже широкополосный адаптер не имел ни широкой поддержки, ни широкой доступности. Загружаемый контент был доступен, хотя и ограничен по размеру из-за узкополосного соединения и ограничений по размеру карты памяти. PlayStation 2 изначально не поставлялась со встроенными сетевыми возможностями.

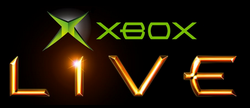
Первый логотип Xbox Live, использовался с 2002 по 2010 год

Microsoft, однако, надеялась, что Xbox преуспеет там, где Dreamcast потерпел неудачу. Компания решила, что интенсивные онлайн-игры требуют пропускной способности широкополосного соединения и объема памяти жесткого диска, и поэтому эти функции будут жизненно важны для новой платформы. Это позволило бы не только быстро загружать и хранить значительный загружаемый контент, такой как новые уровни, карты, оружие, задания и персонажи, но и стандартизировать функции, требующие большой пропускной способности, такие как голосовая связь. У Стива Балмера и Билла Гейтса было представление, что загружаемый контент и дополнения могли бы привлечь множество новых покупателей. Исходя из этих соображений, консоль включала стандартный порт Ethernet (10/100), чтобы обеспечить подключение к распространенным широкополосным сетям, но не включала модем или какую-либо поддержку коммутируемого доступа, а ее онлайн-сервис был предназначен только для поддержки пользователей широкополосного доступа. Критики высмеивали это решение, ссылаясь на слабое распространение широкополосного доступа на рубеже веков.
Когда 15 ноября 2001 года состоялся запуск Xbox, пока еще безымянный онлайновый сервис был запланирован на лето 2002 года. Xbox Live наконец-то получил имя на выставке E3 2002 года, когда сервис был представлен в полном объеме. Стенды со звукоизоляцией и консоли Xbox с широкополосным подключением (с ранней версией игры Unreal Championship) демонстрировали сервис на выставочной площадке. Игра от Epic была одной из флагманских игр для сервиса, дебют которого был запланирован на 15 ноября 2002 года, в годовщину запуска Xbox. Microsoft объявила, что к концу 2003 года будет доступно 50 игр с поддержкой Xbox Live. Используя необходимую широкополосную связь, Xbox Live предлагал единый игровой «Список друзей», а также единый идентификатор для всех игр (независимо от издателя) и стандартизированный голосовой чат с гарнитурой — функция, которая все еще находилась в зачаточном состоянии.
В преддверии запуска Microsoft привлекла несколько волн бета-тестеров для улучшения сервиса и получения отзывов о функциях. Первой волне бета-тестеров были предоставлены игры Re-Volt! (которая так и не была выпущена официально) и NFL Fever 2003. После завершения бета-тестирования компания Microsoft отправила бета-тестерам полупрозрачную оранжевую карту памяти, чехол для гарнитуры и футболку бета-тестера со слоганом «У меня отличные руки». Когда сервис дебютировал, в нем отсутствовала большая часть функций, которые были включены в более поздние игры, но Xbox Live рос и развивался на Xbox, и многие аспекты сервиса были включены в консоль Xbox 360 из коробки, а не через последующие обновления. Microsoft получила патент, связанный с Live, который дает пользователям Xbox 360 доступ к просмотру соревнований других геймеров друг против друга через Xbox Live.
На упаковке игр с поддержкой Xbox Live на оригинальной консоли Xbox была фирменная люминесцентная оранжево-золотая полоса под заголовком Xbox. Обложки Tom Clancy’s Splinter Cell и Brute Force имели другой дизайн, поскольку в них был только загружаемый контент. Позже это было изменено, и все игры с поддержкой Xbox Live стали иметь универсальную оранжево-золотую полосу Live. В июле 2004 года число пользователей Xbox Live достигло 1 миллиона. В июле 2005 года число пользователей Xbox Live достигло 2 миллионов.

### Последующий рост

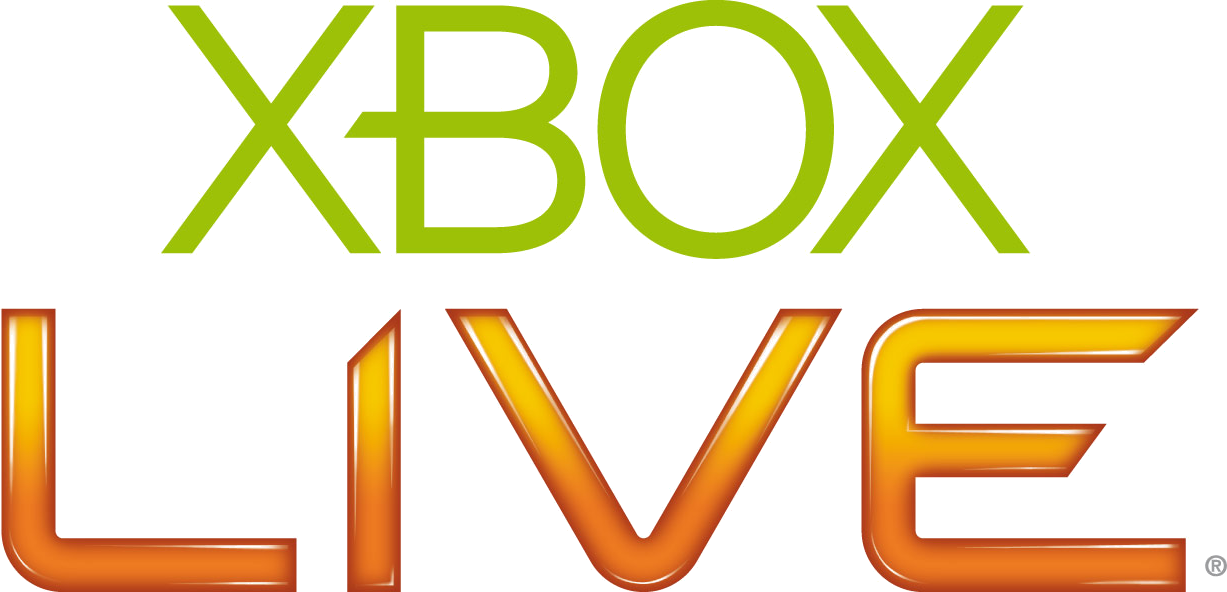
Второй логотип Xbox Live, использовавшийся с 2005 по 2013 год

15 ноября 2007 года компания Microsoft отпраздновала 5-летие Xbox Live, предложив более 8 миллионам подписчиков бесплатную игру Carcassonne и наградив игроков, подписавшихся на Live с момента его создания, 500 бесплатными Microsoft Points. В связи с периодическими перебоями в обслуживании в конце декабря 2007 года и начале января 2008 года, Microsoft пообещала предложить бесплатную игру Xbox Live Arcade всем пользователям Xbox Live в качестве компенсации. В качестве причины простоя был назван повышенный спрос со стороны покупателей Xbox 360 (самое большое число регистраций новых пользователей за всю историю Xbox Live). 18 января 2008 года компания Microsoft объявила, что игра Undertow будет предлагаться бесплатно для участников программы Gold и Free в течение недели с 23 по 27 января в качестве компенсации.
12 ноября 2009 года Деннис Дуркин, операционный директор подразделения интерактивных развлечений Microsoft, объявил, что 10 ноября 2009 года, в день выхода Call of Duty: Modern Warfare 2, был отмечен самый напряженный день в Xbox Live — более двух миллионов активных пользователей одновременно.
5 февраля 2010 года Марк Уиттен объявил, что число пользователей Xbox Live достигло 23 миллионов человек. В тот же день Ларри Хирб, объявил в своем блоге, что поддержка Xbox Live для оригинального Xbox будет прекращена 15 апреля 2010 года, включая онлайн-игру через обратную совместимость на Xbox 360 и весь загружаемый контент для оригинальных игр Xbox.
В августе 2010 года компания Microsoft объявила о повышении стоимости Xbox Live Gold в нескольких странах на 20 %, впервые за все время ее существования. Базовая услуга также была переименована. До октября 2010 года бесплатная услуга была известна как Xbox Live Silver.
10 июня 2011 года было объявлено, что сервис будет полностью интегрирован в Windows 8 от Microsoft.
В феврале 2013 года Юсуф Мехди, корпоративный вице-президент подразделения интерактивных развлечений Microsoft, сообщил, что число пользователей Xbox Live сейчас составляет 46 миллионов, что на 15 процентов больше, чем год назад.
Компания Microsoft добавила Xbox Live Gold в Xbox Game Pass в рамках нового уровня подписки Xbox Game Pass Ultimate в апреле 2019 года.

### Ребрендинг

Третий логотип Xbox Live, использовавшийся с 2013 по 2021 год

В январе 2021 года Microsoft планирует повысить цену на Xbox Live Gold, что фактически удвоит стоимость трех- и шестимесячных вариантов подписки. Однако это повышение цен не затронуло бы существующих подписчиков при повторной подписке на прежнем уровне, а также тех, кто уже подписался через Xbox Games Pass Ultimate. Однако, после жалоб пользователей, Microsoft решила не повышать цены.
Microsoft официально объявила о том, что в марте 2021 года Xbox Live будет называться «сеть Xbox», чтобы охватить все услуги, связанные с Xbox, а не только Xbox Live. Xbox Live Gold останется под тем же названием и будет отличать программу подписки от набора услуг. Microsoft также заявила, что таким образом будет отменено требование иметь Xbox Live Gold для игры в free-to-play игры на консолях Xbox.
К январю 2021 года, по данным Microsoft, насчитывалось более 100 миллионов подписчиков сети Xbox (включая подписчиков по подписке Xbox Game Pass).

## Xbox Game Pass Core
Xbox Game Pass Core (ранеe — Xbox Live Gold) — это платная услуга подписки для пользователей Xbox. Регистрация в сети Xbox бесплатна, но для доступа по программе Xbox Game Pass Core требуется периодическая абонентская плата. Функции, требующие подписки Xbox Game Pass Core, включают многопользовательскую онлайн-игру в не-многопользовательских играх, запись игр и обмен медиафайлами. Аналогично, обычные пользователи сети Xbox могут загрузить и получить доступ к приложению для прямой трансляции Twitch, но для того, чтобы транслировать собственный игровой процесс, необходима подписка Gold. Хотя изначально Xbox Live Gold требовалась для игры в free-to-play, с апреля 2021 года это условие убрано. Подписчикам выделяется место на серверах Xbox для хранения файлов, а также предоставляется ранний или эксклюзивный доступ к бета-версиям, специальным предложениям и «Играм со статусом Gold». 14 сентября 2023 года Xbox Live Gold был заменен на Xbox Game Pass Core. Он предоставляет те же преимущества подписки, что и Xbox Live Gold, но игры с Gold были прекращены и заменены ограниченным набором игр из Xbox Game Pass, из которых было выпущено 36, и время от времени будут добавляться новые.

### Игры со статусом Gold
Игры со статусом Gold — это программа, в рамках которой цифровые версии игр предлагаются бесплатно подписчикам Xbox Live Gold. Программа была запущена для Xbox 360 в июле 2013 года, а игры для Xbox One были добавлены в июне 2014 года. Xbox 360 получает одну игру два раза в месяц, а Xbox One — две игры один раз в месяц. Игры, загруженные в рамках программы на Xbox 360, являются бесплатными и не имеют дополнительных ограничений. На Xbox One и Xbox Series X/S для использования игр требуется активная подписка Xbox Live Gold, а в случае прекращения действия подписки они становятся заблокированными и неиграбельными. По состоянию на ноябрь 2015 года все «Игры со статусом Gold» для Xbox 360 имеют обратную совместимость на Xbox One и Xbox Series X/S. С 1 октября прекратится раздача игр для Xbox 360.  14 сентября 2023 года Xbox Live Gold был заменен на Xbox Game Pass Core . Он предоставляет те же преимущества подписки, что и Xbox Live Gold, но игры с Gold были прекращены и заменены ограниченным набором игр из Xbox Game Pass , из которых было выпущено 36, и время от времени будут добавляться новые.

## Составляющие

### Тег игрока
Тег игрока (англ. Gamertag) — это универсальное название имени пользователя игрока в сети Xbox. Это уникальный идентификатор, который может включать цифры, буквы и пробелы. Тег игрока можно изменить первый раз бесплатно, последующие изменения платные.

### Gamerscore
Gamerscore (G) — это система накопления очков достижений, которая отражает количество достижений, накопленных пользователем в сети Xbox, посредством отображения количества накопленных очков. Эти очки достижений начисляются за выполнение специфических игровых задач, таких как прохождение уровня или определенное количество побед над другими игроками в онлайн-матчах и других различных игровых задачах. 13 марта 2014 года Рэй Кокс IV или «Stallion83» стал первым игроком в истории, достигшим 1 миллиона Gamerscore.

### Gamercard
Gamercard — представляет собой карточку игрока, где отображается различная информация и статистика из профиля пользователя:
- Gamertag (серебряная или золотая полоска)
- Изображение игрока (аватар)
- Репутация
- Gamerscore
- Игровая зона
- Недавно сыгранные игры
- В некоторых Gameсard есть изображение персонажа игрока

### Игровая зона
Игровая зона (от англ. gamerzone) — определяет уровень мастерства игрока и позволяет искать соответствующих уровню соперников.
Существуют 4 основные зоны:
- Для отдыха (англ. recreation) — для казуальных игроков.
- Семейная (англ. family) — для игры всей семьёй.
- Профи (англ. pro) — для игроков уже «знающих своё дело»
- Экстрим (англ. underground) — для игроков-ветеранов

## Архивные сервисы

### Xbox Games Store
Xbox Games Store (ранее Xbox Live Marketplace) — это платформа цифровой дистрибуции, используемая игровыми консолями Xbox One и Xbox 360 компании Microsoft. Сервис позволяет пользователям загружать или приобретать видеоигры (включая как игры Xbox Live Arcade, так и полные игры для Xbox One и Xbox 360), дополнения для существующих игр, демо-версии игр, а также другой различный контент, например, аватары игроков и темы для консоли.
В конце 2017 года Xbox Games Store был заменен на Xbox One на Microsoft Store в качестве стандартной цифровой витрины для всех устройств на Windows 10.

### Xbox Live Arcade
Xbox Live Arcade (XBLA) — это сервис загрузки цифровых видеоигр, доступный через Xbox Games Store, магазин цифровой дистрибуции Microsoft для Xbox 360. Он ориентирован на небольшие загружаемые игры от крупных издателей и независимых разработчиков. Игры варьируются от классических консольных и аркадных видеоигр до новых игр, разработанных с нуля для сервиса. Стоимость игр, доступных через сервис XBLA, варьируется от 5 до 20 долларов, и по состоянию на октябрь 2016 года для Xbox 360 было выпущено 719 игр Xbox Live Arcade. До Xbox 360 термином «Xbox Live Arcade» назывался магазин онлайн-дистрибуции на оригинальном Xbox, который был заменен Xbox Live Marketplace.
В Xbox One компания Microsoft решила отказаться от размещения различных типов игр в разных каналах. В связи с этим Microsoft отказалась от использования названия «Xbox Live Arcade», вместо этого объединив все типы игр (потенциальные аркадные игры, розничные и инди-игры) в едином магазине.

### Microsoft Points
Microsoft Points, представленные в ноябре 2005 года как Xbox Live Points, были цифровой валютой, выпущенной компанией Microsoft для использования в линейках продуктов Xbox и Zune. Баллы можно было использовать для покупки видеоигр и загружаемого контента в Xbox Live Marketplace, цифрового контента, такого как музыка и видео, в Zune Marketplace, а также контента из Windows Live Gallery. В июне 2013 года компания Microsoft объявила, что к концу 2013 года она постепенно откажется от использования Microsoft Points в пользу использования местных денежных валют.

## Бан консоли
При использовании Xbox 360 с перепрошитым приводом возможен бан консоли. При этом с этой консоли вход в Xbox Live (сети Xbox) становится невозможен. До апреля 2010 года бан в Xbox Live мог также привести к блокировке возможности использования жесткого диска. Бан в Xbox Live происходит не сразу, а «волнами», когда блокируют сразу сотни тысяч консолей. За все время таких «волн» было 4: весной 2007, осенью 2007, осенью 2009 и в баге DOOMSDAY 2012 банили перманентно.